# Plaats (Den Haag)
De Plaats is een plein in het centrum van Den Haag.

## Geschiedenis
De Plaats was in de Middeleeuwen het voorplein van het slot van de graven van Holland. Van hieruit kwam men door de Voorpoort (Gevangenpoort) het voorhof (of Buitenhof) van het kasteel binnen. Aan de Noordkant van de Plaats lagen enige adellijke huizen o.a. van het huis Egmond op de hoek met de Vijverberg. Het diende ook als toernooiveld totdat dit in de latere middeleeuwen verplaatst werd naar het Tournooiveld.
Het plein heeft de vorm van een gelijkbenige driehoek. Het oogde vroeger groter dan nu omdat er nog geen drukke verkeerswegen liepen en omdat er minder gebouwen stonden. Aan de kant van de Lange Vijverberg was het plein afgesloten voor verkeer. Hier lag ook het Groene Zoodje, de gerechtsplaats waar mensen werden terechtgesteld. De oudste gewone huizen aan de Plaats zijn rond 1740 gebouwd, de Gevangenpoort is veel ouder.
In de jaren 1923 - 1925 werd een deel van de rustige Plaats opgeofferd aan het verkeer. Enkele gebouwen aan de Hofvijver werden gesloopt en er werd een brede verkeersweg aangelegd tussen het Spui en de Kneuterdijk. Hierdoor kon de Gevangenpoort blijven staan en hoefden er geen trams meer dóór het Binnenhof te rijden.
Na de oorlog werd de Plaats verdiept, in het midden stond een boom. Langs de buitenrand kwamen parkeerplaatsen, en om de boom stonden vaak (illegaal) ook drie auto's. De 'ronde kuil' is weer opgevuld en de Plaats is nu een uitgaansplein met terrasjes en restaurants.

## Executies

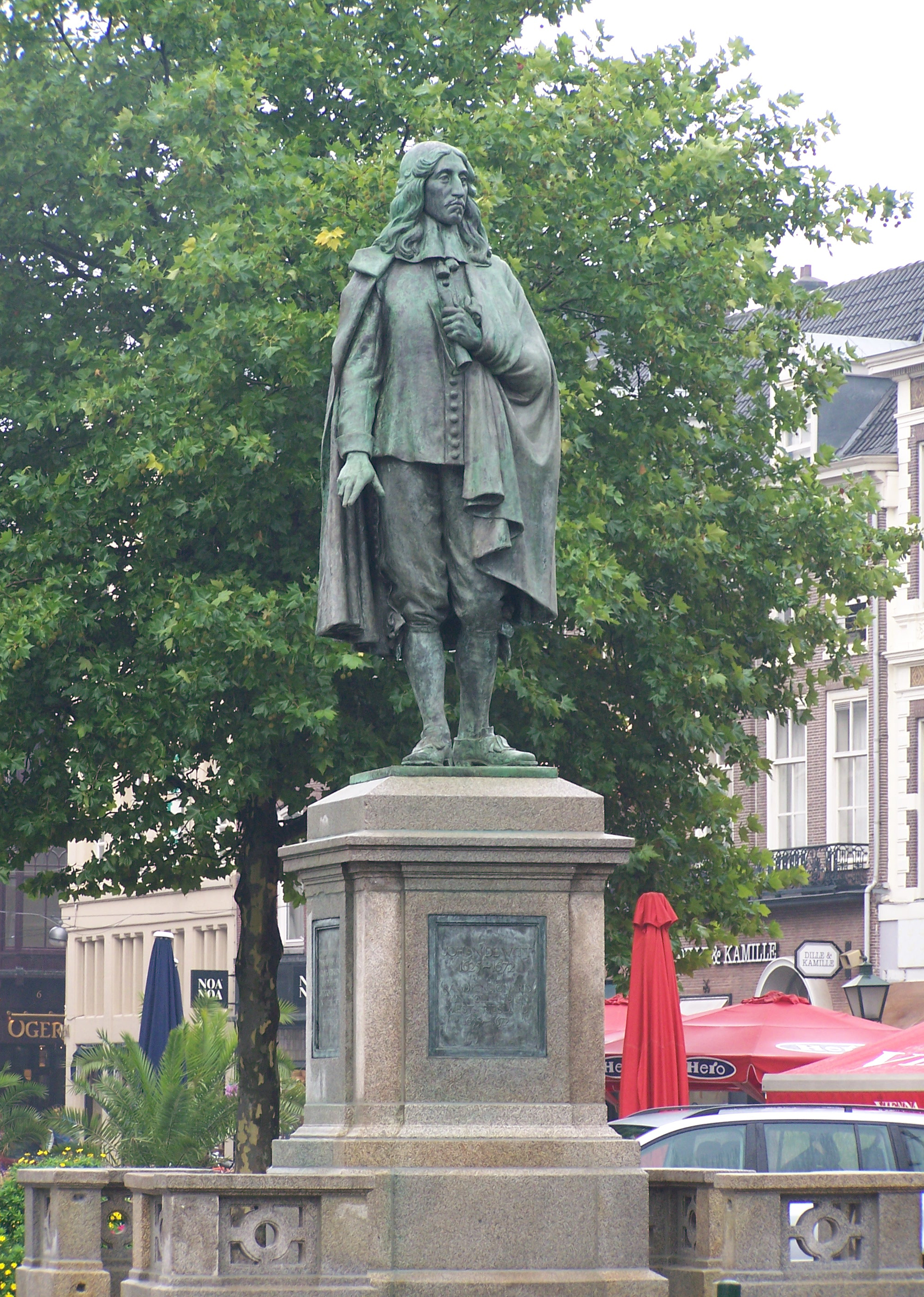
Standbeeld van Johan de Witt

Tussen de 14e en de 18e eeuw werden veel openbare executies op de Plaats uitgevoerd, waarbij een aantal historische personen om het leven werden gebracht.
Op de Plaats stond het Groene Zoodje, het schavot van het Hof van Holland. Tot in de 18e eeuw was dit een stenen schavot. Nadat de rijke burgers uit de directe omgeving hun beklag hadden gedaan over hun niet zo fraaie uitzicht op deze executieplaats, werd het Groene Zoodje in 1719 afgebroken en vervangen door tijdelijke houten schavotten.
Op de Plaats staat een groot standbeeld van het bekendste slachtoffer Johan de Witt. Daarnaast lag een gedenksteen voor Aleid van Poelgeest, de minnares van Albrecht van Beieren, waarvan vermoed wordt dat zij hier of op het Plein in 1392 is vermoord.

#### Moord op de gebroeders de Witt
1672 was het beruchte Rampjaar van de Republiek. Raadspensionaris Johan de Witt en zijn broer Cornelis werden aangewezen als zondebok voor al het onheil en werden op 20 augustus van dat jaar op de Plaats gelyncht door de Haagse bevolking. Hun lijken werden vervolgens op de nabijgelegen Vijverberg aan een paal opgehangen.

In 1918 werd ter ere van Johan de Witt een groot standbeeld op de Plaats opgericht. Het beeld wijst met zijn vinger naar de plek waar de moord plaatsvond.

## Panden
De panden om de Plaats zijn allemaal apart gebouwd en verschillen daardoor van stijl. Veel panden zijn in jugendstil gebouwd. De oneven nummers zijn aan de kant van de Gevangenpoort, de even nummers zijn aan de noordzijde. De nummering loopt dus niet rondom, zoals normaliter het geval is bij een plein.

### Oneven nummers
Naast de Gevangenpoort staat een smalle ronde toren uit 1874. Naast dat pand staan nog een paar panden uit het begin van de 20ste eeuw.
Op nummer 5 was vroeger La Nouveauté gevestigd en op nummer 21 de Kunstzaal Plaats.

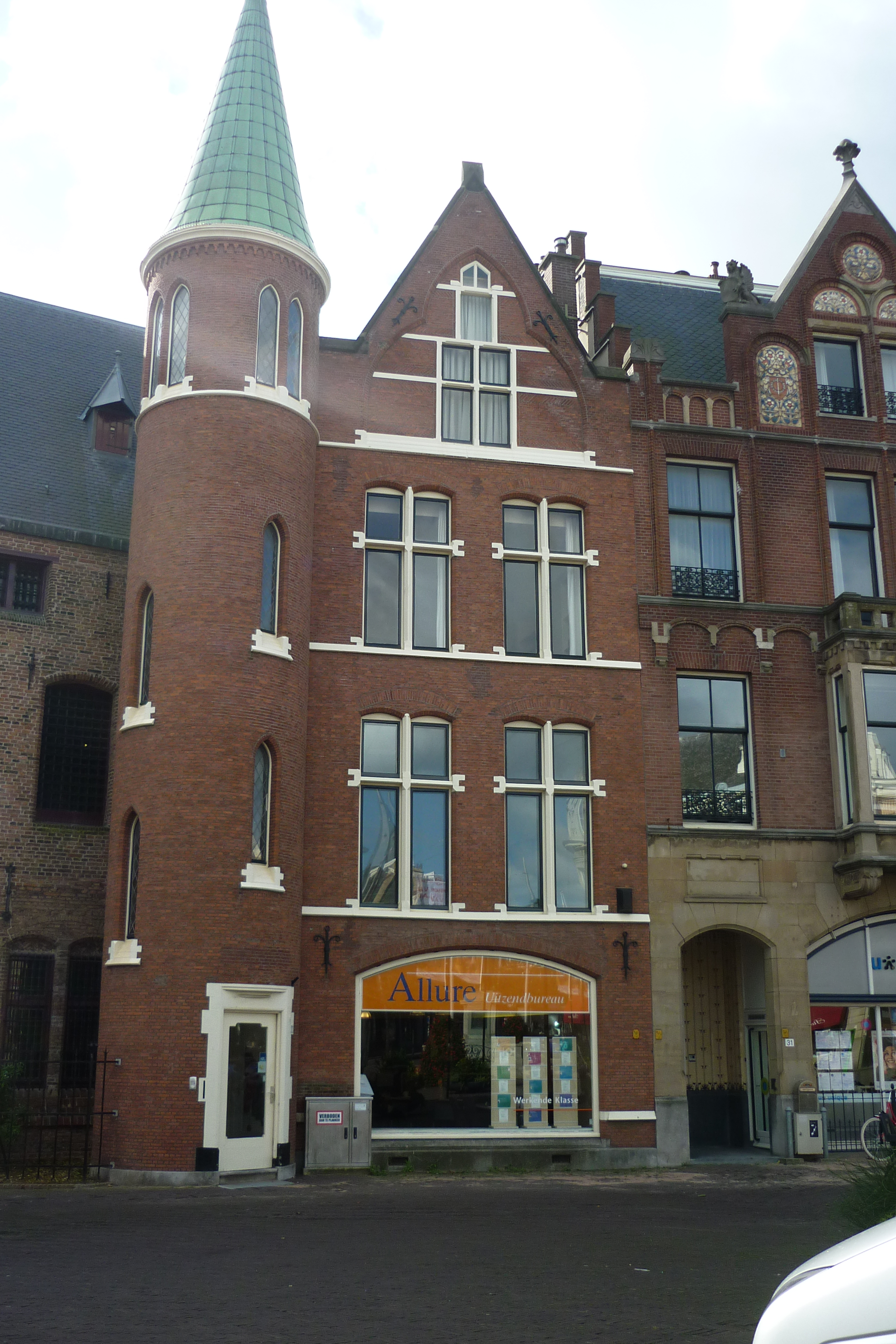
Torentje uit 1874

### Even nummers
Plaats 16
Simons Juweliers was in 1910 door L Simons opgericht en eerst tot 1934 aan het Westeinde gevestigd. Het familiebedrijf verhuisde daarna naar het Plein en op 1 maart 2000 naar de Plaats, maar sloot zijn deuren voorgoed op 1 juli 2014.
Plaats 18
Nummer 18 is een gebouw uit eind 17e eeuw, waarin nu de Suitsupply zit. Rond 1900 was dit het legendarische Restaurant van der Pijl. De eisen die in dit restaurant aan het personeel werden gesteld, waren bijzonder hoog. Prins Hendrik en leden van het corps diplomatique behoorden tot de vaste gasten.‘Keek je tegen de tijd van dineren naar binnen, dan kon je genieten van de schittering van kristal; en het tafellinnen was zo hagelwit dat het blank vuur leek’, aldus Johan Schwencke, in 'Wandelingen door oud-Den Haag'. Frederik van Eeden schreef in zijn dagboek  dat restaurant Van der Pijl een oord was dat hij beter kon vermijden. Op 18 januari 1898 dineerde hij daar: ‘een opzettelijk toegeven aan luxe, met zelf-observatie'. In 1919 vierde het Scherpschuttersgilde er zijn 80-jarig bestaan met een diner. Uit het archief van de Draf en Rensport blijkt dat er in 1898 de VIIe 'Prix du Restaurant van der Pijl' te winnen was met een prijs van fl 300 voor de eerste prijs en fl 200 voor de tweede prijs.

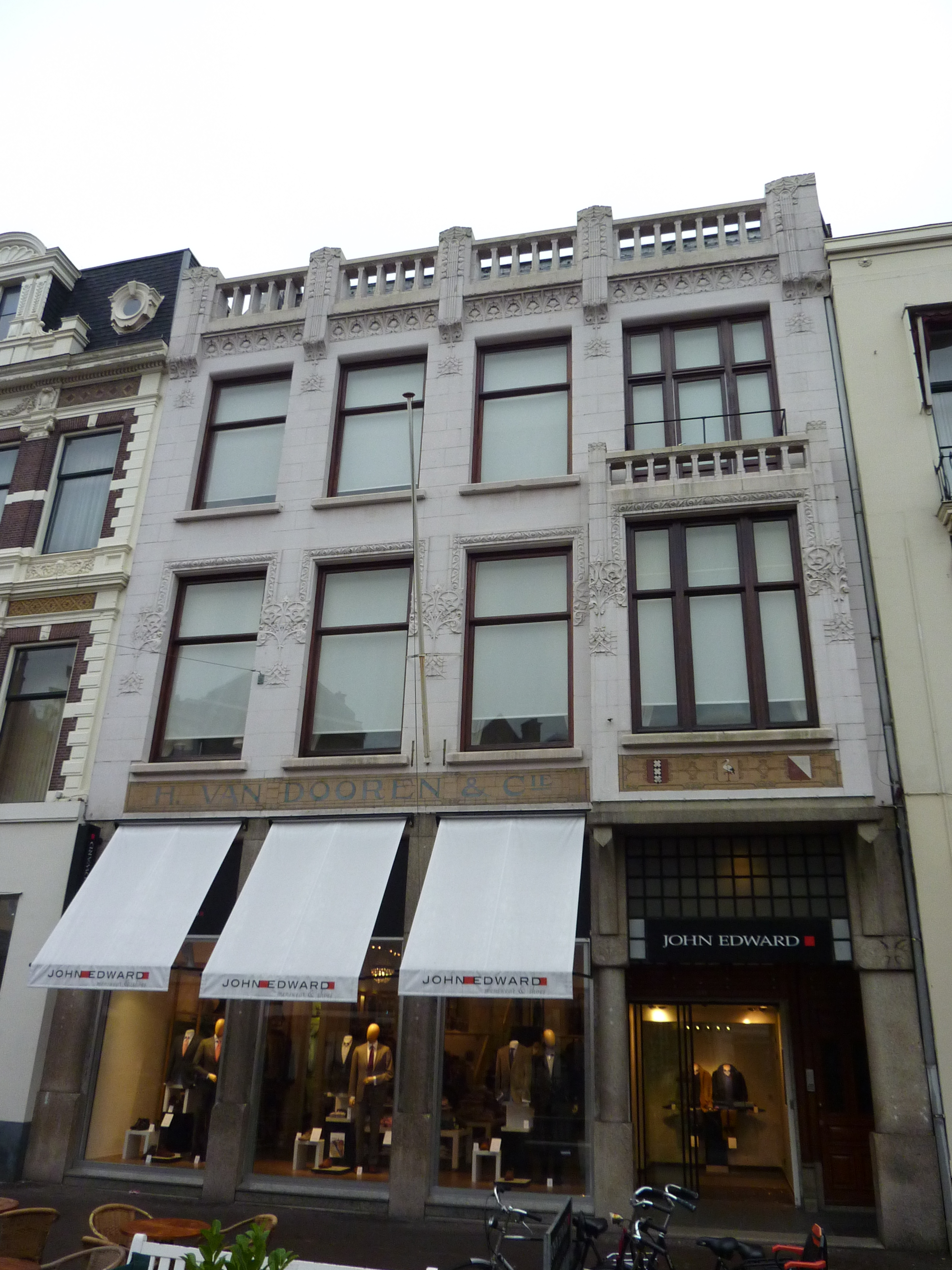
Plaats 20

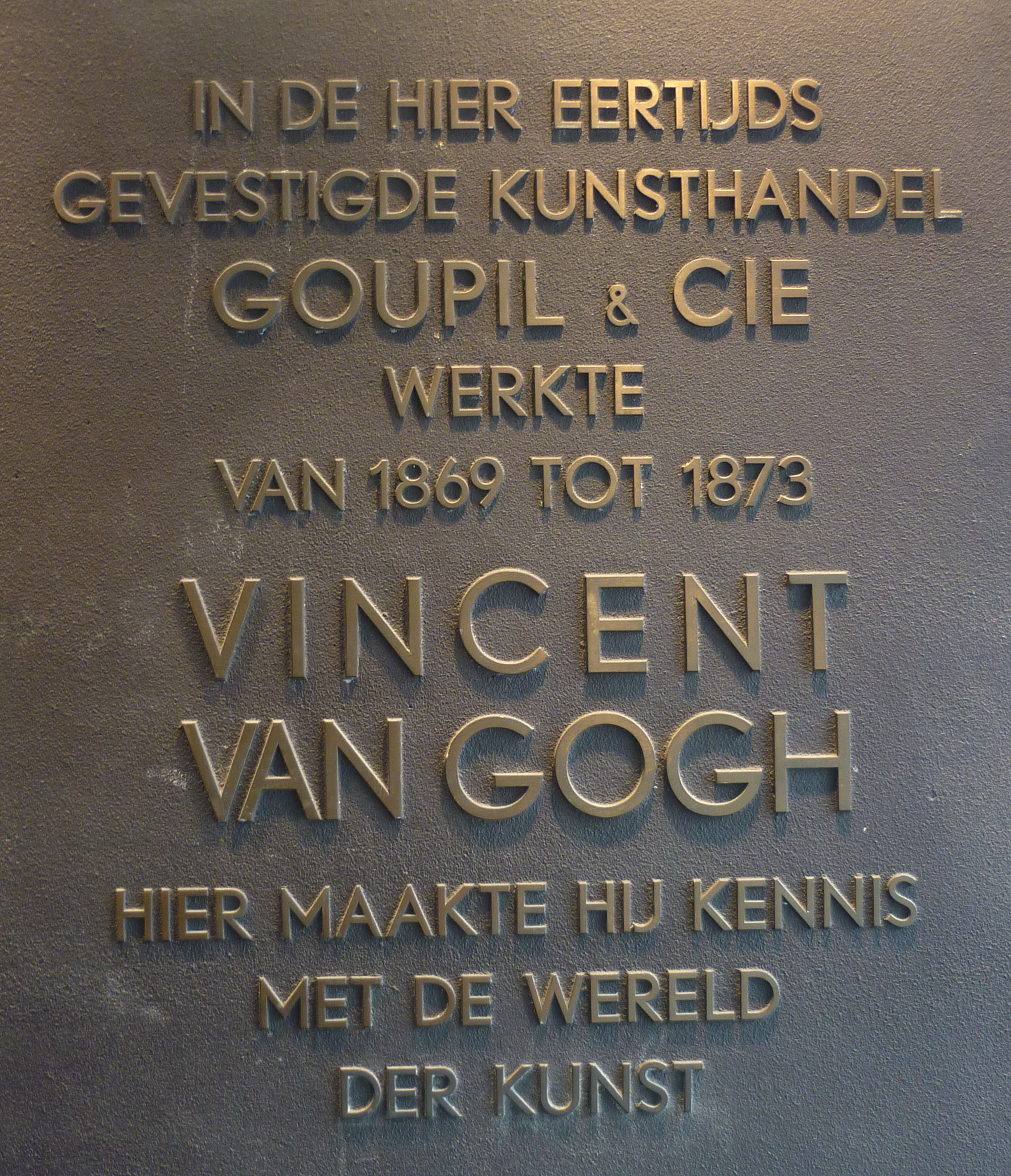

Een van de historische panden is nummer 20, van dit pand werd in 2010 een replica gemaakt voor Madurodam. 
De eerste eigenaar was kunsthandel Goupil & Cie, de kunsthandel van Vincent van Gogh, die vervolgens partner was geworden van de kunsthandel Goupil op de Place de l'Opera in Parijs. Zijn neef Vincent van Gogh werkte in Den Haag bij hem van 8 augustus 1869 - 13 juni 1873, en gebruikte de zolder om te schilderen omdat daar zo'n goede lichtinval was.  Hij woonde in die jaren op de Lange Beestenmarkt.

Op de gevel staat de naam van J. van Dooren & Co, de tweede eigenaar. Deze had eerst een winkel in het Noordeinde, waar later Focke & Meltzer kwam. Hij verkocht hoeden, die voor een deel door zijn vrouw gemaakt werden. Prinses Juliana en haar moeder waren er vaste klanten. Rond 1904 werd het pand gerestaureerd. 

De kleinzoon van Van Dooren verkocht het pand aan Wellink. Op de begane grond zit nu John Edward, tot enkele jaren geleden was hun winkel op nummer 22.
Nummer 22

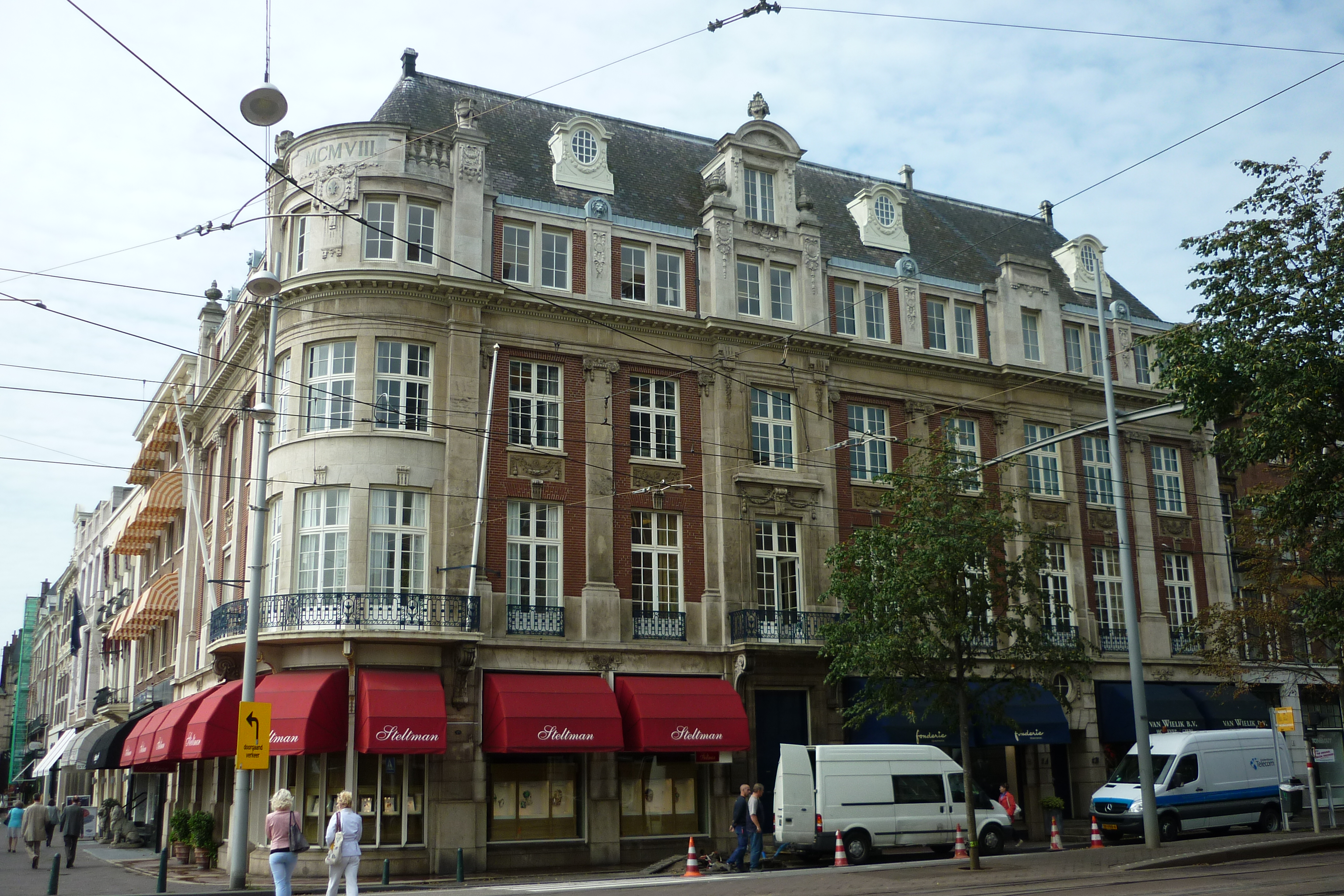
Plaats 26

Op nummer 22 was vroeger de elegante winkel van Elizabeth Arden en daarna John Edward totdat die naar nummer 20 verhuisde. 
Nummer 26
Op de hoek met de Kneuterdijk is nummer 26. In dit grote pand met adres Kneuterdijk 2, om de hoek, zit juwelier Steltman. Hier zat 175 jaar de winkel van Van Wielik, die sinds 1841 alle onderscheidingen in Nederland maakte. Van de zeventiende tot de negentiende eeuw stond hier een herenhuis van baron Van Reede, Heer van Amerongen. 